# Grigori Gerasimov
Grigori Vyacheslavovich Gerasimov (tiếng Nga: Григорий Вячеславович Герасимов; sinh ngày 9 tháng 7 năm 1995) là một cầu thủ bóng đá người Nga. Anh thi đấu cho FC Znamya Truda Orekhovo-Zuyevo.

## Sự nghiệp câu lạc bộ
Anh có màn ra mắt tại Giải bóng đá chuyên nghiệp quốc gia Nga cho F.K. Zenit Penza ngày 10 tháng 4 năm 2015 trong trận đấu với FC Oryol.